# اصطدام المرأة المسلسلة بدرب التبانة
اصطدام المرأة المسلسلة بدرب التبانة في علم الفلك (بالإنجليزية: Andromeda–Milky Way collision)‏ هو تصادم مجري من المتوقع أن يحدث خلال نحو 4 مليارات سنة بين المجرتين العملاقتين في المجموعة المحلية المرأة المسلسلة ودرب التبانة التي تنتمي إليها المجموعة الشمسية. إلا أنه نظرا للأبعاد الشاسعة بين النجوم في تلك المجرتين، فإن احتمال تصادم نجوم خلال هذا التفاعل والاندماج بين المجرتين سيكون ضعيفًا جدًا. سوف تلتحم المجرتان وتندمجان في بعضهما البعض وتنشأ منهما مجرة أكبر، وقد أعطى العلماء المجرة الناتجة اسم Milkomeda، اختصارًا لأسمائهما بالإنجليزية.